# Aad Kosto
Arie (Aad) Kosto (ur. 9 stycznia 1938 w Oegstgeest) – holenderski polityk i prawnik, parlamentarzysta, w 1994 minister sprawiedliwości.

## Życiorys
Studiował teologię i prawo na Uniwersytecie Amsterdamskim. W latach 60. pracował przy produkcjach telewizyjnych. Zaangażował się w działalność polityczną w ramach Partii Pracy, w latach 1966–1967 pracował w partyjnej frakcji w Tweede Kamer, później do 1972 w przedsiębiorstwie Fijnhout. Od 1969 kierował strukturami swojej partii w Schermer. W latach 1972–1989 i w 1994 sprawował mandat posła do izby niższej holenderskich Stanów Generalnych.
Od listopada 1989 do maja 1994 był sekretarzem stanu w resorcie sprawiedliwości w trzecim rządzie Ruuda Lubbersa, następnie do sierpnia 1994 sprawował urząd ministra sprawiedliwości w końcowym okresie funkcjonowania tego gabinetu. Odpowiadał m.in. za politykę azylową. W 1991 jego dom został poważnie uszkodzony w wyniku ataku bombowego zorganizowanego przez terrorystyczną organizację Revolutionaire Anti-Racistische Actie.
W latach 1994–2008 Aad Kosto był członkiem Rady Stanu, instytucji konsultującej projekty aktów prawnych.

## Odznaczenia
- Kawaler Orderu Lwa Niderlandzkiego (1985)[1]